# Пробойница (хижа)
Хижа „Пробойница“ се намира в планината Козница, дял на Западна Стара планина. Разположена е на брега на река Пробойница, на около 3 километра от село Губислав. Хижата е на 4 етажа и е цялостно ремонтирана между 2021 и 2023 година, а капацитетът ѝ след ремонта е 34 места. Преди е имало и 10 сезонни бунгала, които в момента не функционират. Хижа „Пробойница“ е пункт от европейски маршрут E3 (Ком - Емине).

## Съседни обекти
| Изходни точки      | Изходни точки |
| ------------------ | ------------- |
| село Гара Лакатник | 4,00 ч.       |
| село Бов           | 6,00 ч.       |
| Хижи               |               |
| Бялата вода        | 3,30 ч.       |
| Петрохан           | 4,45 ч.       |
| Пършевица          | 6,00 ч.       |
| Тръстена           | 6,00 ч.       |
| Други              |               |
| Лакатнишки скали   | 2,30 ч.       |